# Dragon Ball Z: Super Senshi Gekiha!! Katsu No wa Ore da
Dragon Ball Z: Broly Đệ Nhị (ドラゴンボールZ 超戦士撃破!!勝つのはオレだ Dragon Ball Z: Super Senshi Gekiha!! Katsu No wa Ore da) là bộ phim hoạt hình Dragon Ball Z thứ 11. Được sản xuất tại Nhật Bản vào ngày 28 tháng 7 năm 1994 và tại Hoa Kỳ năm 2005.

## Lồng tiếng
| Nhân vật   | Lồng tiếng (Tiếng Nhật) | Lồng tiếng (Tiếng Anh) |
| ---------- | ----------------------- | ---------------------- |
| Goku       | Nozawa Masako           | Sean Schemmel          |
| Goten      | Nozawa Masako           | Kara Edwards           |
| Trunks     | Kusao Takeshi           | Laura Bailey           |
| Android 18 | Iõ Miki                 | Meredith McCoy         |
| Krillin    | Tanaka Mayumi           | Sonny Strait           |
| Hercule    | Ghori Daisuke           | Chris Rager            |
| Marron     | Suzuki Tomiko           | Laura Bailey           |
| Jaguar     | Tatsuta Naoki           | Bill Townsley          |
| Bio Broly  | Shimada Bin             | Vic Mignogna           |
| Narrator   | Yanami Joji             | Kyle Hebert            |

## Âm nhạc
- OP
  1. "WE GOTTA POWER"
    - Lời: Mori Yukinojō, Nhạc: Kiyoka Chiho, Arrangement: Yamamoto Kenji, Thể hiện: Kageyama Hironobu
      - Lời bài hát
- ED
  1. Dragon Power ∞ (ドラゴンパワー∞ Doragon Pawā Mugendai?, Dragon Power Infinity)
    - Lời: Mori Yukinojō, Thể hiện: Kageyama Hironobu